# ナリチク・トロリーバス
ナリチク・トロリーバス（ロシア語: Нальчикский троллейбус）は、ロシア連邦のカバルダ・バルカル共和国の首都・ナリチク市内のトロリーバス路線。2024年現在は1系統のみ存在し、ナリチク市が運営する市営単一企業であるナリチク交通会社（МУП «Нальчикский транспорт»）によって運営されている。

## 概要
ナリチク市内のトロリーバス路線の建設は1976年から開始され、4年後の1980年11月22日に開通した。その後は路線網の拡張が続き、2000年代初頭に一時全線の運行が休止される事態が起きたものの、2004年には路線網が最大に達し、在籍車両数も65両を記録した。しかし、それ以降は車両の老朽化により在籍車両数が減少したほか、路線網も縮小した。それでも2014年の時点では合計5つの系統が存在し、37両の車両が使用されていた。
その後、同年に充電池を備え架線が設置されていない道路（架線レス区間）でも最大20 kmの長距離走行が可能なノンステップ車両のトロルザ・5265.00（10両）の導入が実施され、翌2015年2月には架線レス区間を含む新規系統（2sh号線、2Ш）の営業運転が開始された。また、同年7月には系統の再編により同じく架線レス区間が存在する1N号線（1Н）が設定され、これらの系統ではトロルザ・5265.00が集中的に使用された。だが、ミニバスとの競争激化によりトロリーバス減便や廃止が続き、2019年には4系統（2Sh号線、2号線、3号線、4号線）が日曜日と祝日にのみ運行を実施する状況となった。更にそれ以降も都市の景観向上や道路整備に伴い架線の撤去が行われ、2021年9月23日以降は4号線が残るのみとなっている。また、この系統についても各所で架線の撤去が継続して行われており、2024年時点で架線が残るのは全長11.1 kmのうち合計5.0 kmとなっている他、これらの電化区間も3箇所に分断されている。
車両については、前述した2014年製のトロルザ・5265.00が継続して使用されており、部品供出用として廃車となった1両を除く9両が在籍する。一方、路線縮小により余剰となった車両の一部はスタヴロポリ（スタヴロポリ・トロリーバス）への譲渡が実施されている。

## 今後の予定
ナリチク市では、公共交通機関の更新を目的に大規模なバスの導入が実施されており、その中で充電池を始め各部の老朽化が進行しているトロリーバスの置き換えも検討されている。

## ギャラリー

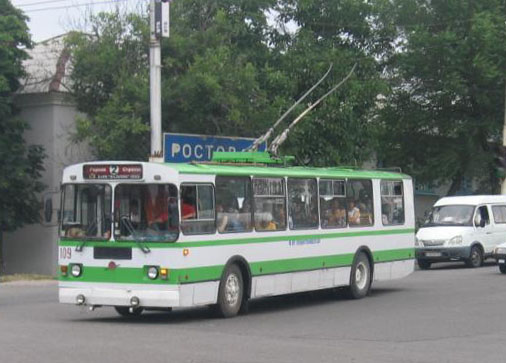
2008年撮影
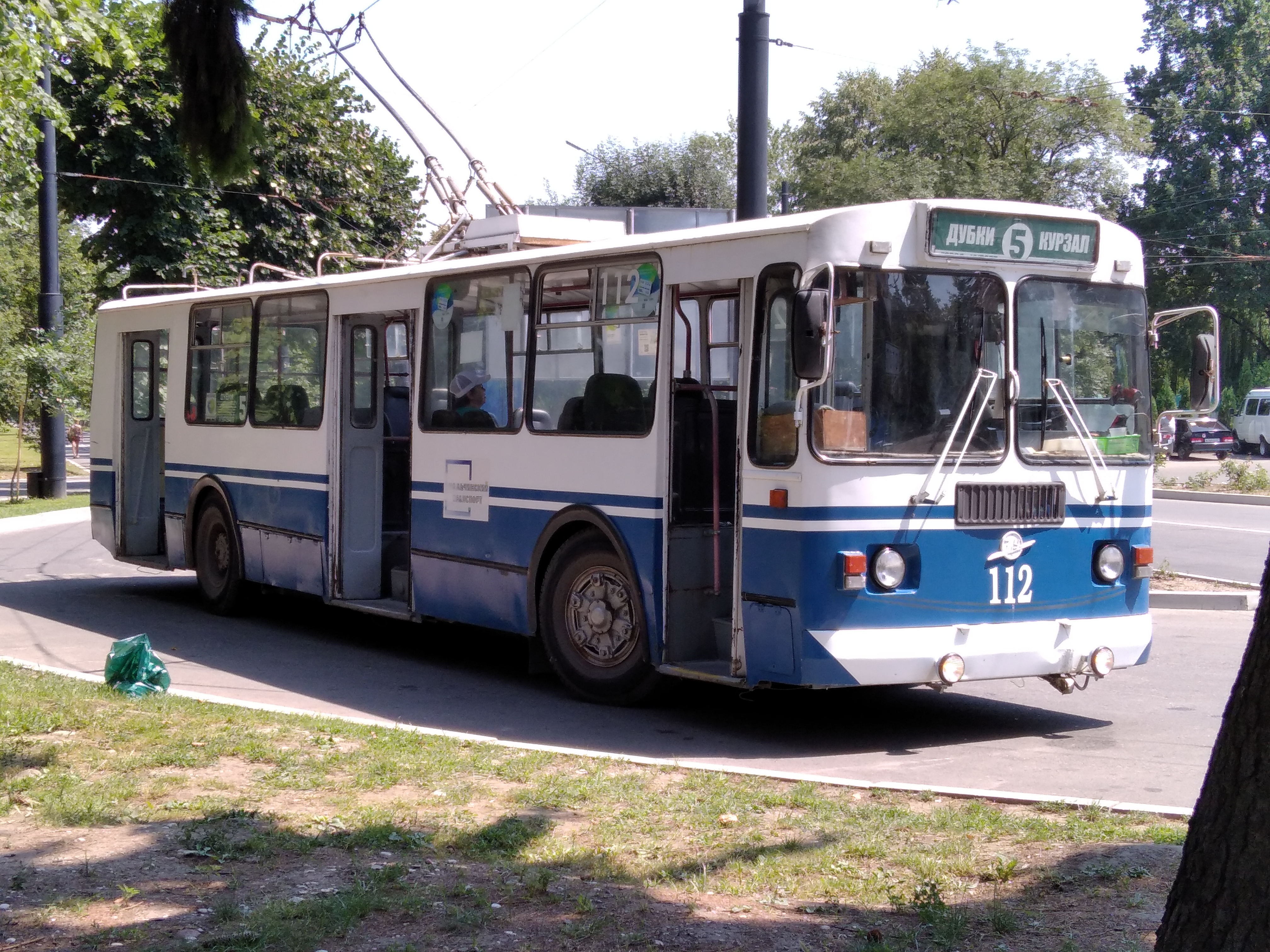
2021年撮影
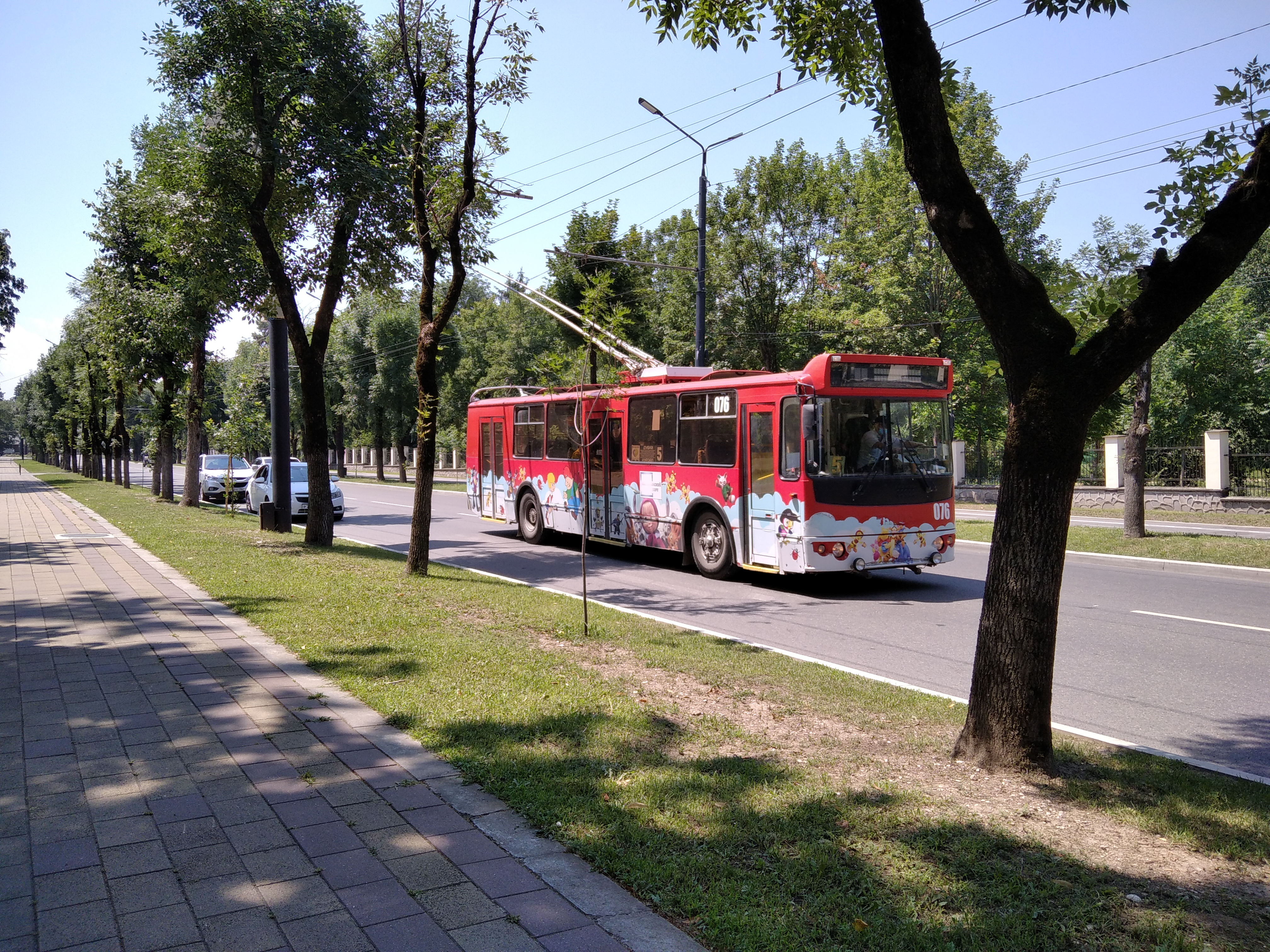
2021年撮影